# Syllable Desktop

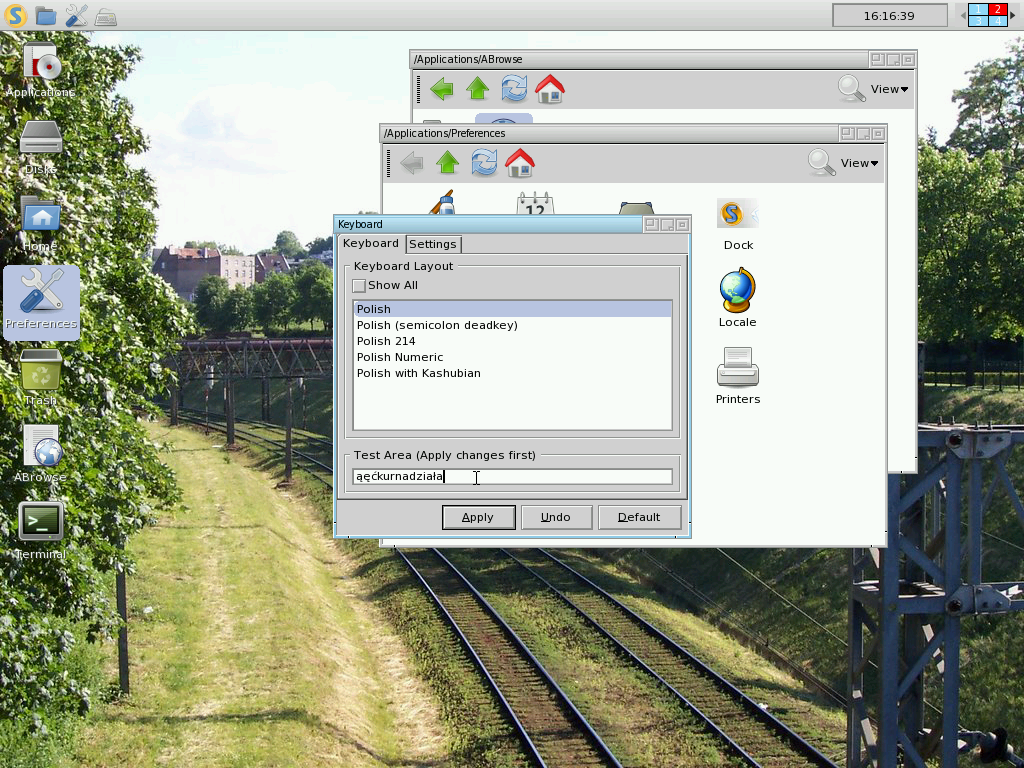
Syllable

Syllable Desktop — операційна система, призначена для використання на домашніх настільних комп'ютерах, а також в невеликих офісах.
Syllable Desktop на 99% сумісна із стандартами POSIX і має застосунки, властиві настільним комп'ютерам, такі як веббраузер ABrowse, клієнт електронної пошти Whisper, мультимедіа-плеєри ColdFish і Media Player.
Проєкту Syllable Desktop передував проєкт відкритої операційної системи AtheOS, яку норвезький програміст Курт Скауен (Kurt Skauen) виклав на загальний огляд в березні 2000 року. AtheOS був перспективним проєктом, що включав концепції AmigaOS та BeOS, однак Курт Скауен не зміг підтримувати його самотужки.
В липні 2002 року, коли Курт Скауен вже не підтримував AtheOS, Крістіан ван дер Вліет (Kristian Van Der Vliet) разом з ще кількома розробниками оголосили про Syllable - нову операційну систему, що базується на AtheOS.

## Дизайн
Система включає та підтримує:
- 64-бітну журнальну файлову систему (AtheOS file system, AFS)
- C++ орієнтоване API
- Об'єктно-орієнтоване графічне оточення робочого столу на власній архітектурі
- Програмне забезпечення, у тому числі Vim, Perl, Python, Apache тощо.
- GNU інструментарій (GCC, Glibc, Binutils, Make)
- Витискальну багатозадачність та багатопотоковість
- Симетричну багатопроцесорну обробку
- Драйвери пристроїв для найпоширеніших апаратних засобів (відео, звук, мережі)
- Файлову систему FAT (читання/запис), NTFS (читання) і ext2 (читання)
- Командний інтерпретатор REBOL

Існує версія ОС Syllable — Syllable Server, яка заснована на ядрі Linux.